# Gérard Grateau
Gérard Georges Grateau (ur. 1923, zm. 2009) – biskup Kościoła Starokatolickiego Mariawitów we Francji w latach 1989–1992.

## Życiorys
Od 1964 zwierzchnik i biskup Katolickiego i Apostolskiego Kościoła Tours. Od lat 70. XX wieku prowadził dialog z Kościołem Starokatolickim Mariawitów w Polsce.
W 1989 wspólnie z biskupem Katolickiego i Apostolskiego Kościół Paryża, Marie André Le Bec zawarł pełną komunię z Kościołem Starokatolickim Mariawitów w Polsce. Został uznany przez biskupów polskich za zwierzchnika Kościoła Starokatolickiego Mariawitów we Francji. W 1992 biskup Grateau został suspendowany przez Kościół Starokatolicki Mariawitów w RP. Powodem kary kościelnej było udzielenie przez niego bez zgody i uprzedniego porozumienia z Kapitułą Generalną sakry biskupiej sub conditione Alainowi Fraysse.
Po tym wydarzeniu zrezygnował z funkcji biskupa mariawickiego.